# روبرت ناي
روبرت ناي (بالإنجليزية: Robert Nye)‏‏ (15 مارس 1939 في لندن - 2 يوليو 2016 في كورك) باراميدك، وشاعر، وصحفي، ومؤلف، وروائي، وكاتب من المملكة المتحدة.

## الجوائز
- جائزة تشلمندلي [الإنجليزية]‏
- جائزة أريك غريغوري [الإنجليزية]‏
- زميل في الجمعية الملكية للأدب

## روابط خارجية
- روبرت ناي على موقع IMDb (الإنجليزية)